# Карабулатов, Расуль Рафикович
 Карабулатов Расуль Рафикович      (баш. Рәсүл Рафиҡ улы Ҡарабулатов; род.  18 марта 1968 года) — артист-кураист,  директор Башкирской государственной филармонии им. Хусаина Ахметова. Народный артист Республики Башкортостан (2003).

## Биография
Карабулатов Расуль Рафикович родился 18 марта  1968 года  в  дер. Средний Муйнак Зианчуринского района БАССР.
В 1987 году окончил Уфимское училище искусств по классу курая, затем - театральный факультет Уфимского государственного института искусств (Уфимская государственная академия искусств им. З. Исмагилова). В перерывах между учёбой два года отслужил в армии.
В 1991 году  занял I место на республиканском конкурсе кураистов имени Юмабая Исянбаева, посвященного 100-летию выдающегося кураиста.
Расуль Карабулатов был одним из создателей группы «Каравансарай», в которой работает и поныне.
С 1994 по 1996 годы  Р. Карабулатов работал в Национальном Молодёжном театре РБ.
В 1998–1999 годах  снялся в главных ролях в музыкальных телефильмах ГТРК «Башкортостан» «Знакомые незнакомцы» и «Знакомые незнакомцы-2». Играл главные роли в художественных фильмах киностудии «Башкортостан»: Курамши Янбердина («Седьмое лето Сюмбель», 2002 г.), Марагима («Долгое-долгое детство», 2003 г.).
В 2006 году Расуль Карабулатов назначен директором «Дома Дружбы» в Уфе, с 2007 года он – генеральный директор ГУП РБ «Конгресс-холл».
С  декабря  2010 года  Карабулатов Расуль Рафикович -  директор Башкирской государственной филармонии им. Хусаина Ахметова.
Семья: дочь Гульнур учится в БГУ,  сын Ильяс - занимается народными танцами.

## Роли в спектаклях
В Национальном Молодёжном театре РБ создал образы Талгата («Песнь о любви» А. Атнабаева), Салавата Юлаева («Салават» М. Карима).

## Награды и звания
- Народный артист Республики Башкортостан (2003)
- Заслуженный артист Республики Башкортостан (1997)
- Государственная республиканская молодёжная премия им. Ш. Бабича (1996)
- Лауреат Республиканского конкурса им. Ю. Исянбаева